# Benedictus IX
Benedictus IX, född Theophylactus omkring 1005, död 1055 eller 1056, möjligen i Grottaferrata, var påve under tre perioder: I) från den 21 oktober 1032 till september 1044, II) från den 10 mars till den 1 maj 1045 och III) från den 8 november 1047 till den 16 juli 1048.

## Biografi
Theophylactus var son till greve Alberic av Tusculum, och därmed brorson till påvarna Benedictus VIII och Johannes XIX. Det sägs att han inte var mer än 12 år då han blev påve, medan andra källor menar att han var omkring 20 år eller kanske 25–30 år. I vilket fall som helst är han en av de yngsta påvarna genom tiderna. 
Han var mindre lämpad som påve och ersattes 1044 av Silvester III, som dock ibland betraktas som en motpåve. Benedictus styrkor återtog hans maktposition i april året därefter. I september avgick han, troligtvis eftersom han ville gifta sig, och sålde positionen som påve till prästen Johannes Gratianus som i maj 1045 blev Gregorius VI. 
Dock ångrade sig Benedictus, återtog tronen 1045 och förblev där fram till juli 1046 då kejsaren Henrik III ingrep. Även Silvester gjorde anspråk på den. Vid synoden i Sutri beslutades att frånta Benedictus, och Silvester, makten och Gregorius uppmanades att avgå. Den tyske biskopen Suidger blev krönt, och antog påvenamnet Clemens II. Detta godtog inte Benedictus och när Clemens dog i oktober 1047, intog Benedictus påvepalatset, men han drevs ut i juli 1048 och Poppo kunde bli påve som Damasus II.
Benedictus anklagades för simoni och blev bannlyst. Det är oklart vad som hände honom sedan, och hans dödsdatum är okänt. En del källor gör gällande att han levde ända till Leo IX:s dagar och aldrig släppte sina anspråk på påvestolen. En abbot i klostret i Grottaferrata, Bartolomeus, hävdade att han slog sig ner hos dem, ångrade sina synder, och upptogs i deras kloster som munk, där han sedermera avled.